# نیسان کیوب
نیسان قیوب (Nissan ghube) خودرویی است که از سال ۱۹۹۸ تا کنون در ژاپن تولید شده‌است.